# Вантажівки
«Вантажівки» (англ. Trucks) — оповідання в жанрі фантастики жахів американського письменника Стівена Кінга, опубліковане в журналі «Cavalier» у 1973 році. В 1978 році оповідання увійшло до авторської збірки «Нічна зміна».

## Сюжет
Через аномальну подію, суть якої в оповіданні не розкривається, великі транспортні засоби, зокрема фури, раптово стають здатними рухатися без допомоги водія і починають вбивати людей, а також чавити легкові автомобілі. Шестеро людей встигають сховатися від оскаженілих вантажівок у приміщенні кав'ярні на автозаправці поблизу автостради. В числі вцілілих — оповідач, літній кухар-продавець, водій-далекобійник, юнак на ім'я Джеррі, його дівчина та комівояжер Снодграсс. Останній на початку оповідання впадає у паніку, намагається втекти, і одна з вантажівок збиває його.
Вантажівки назовні безперервно патрулюють територію. Зв'язатися з іншими людьми не вдається, оскільки радіо і телефон з невідомої причини не працюють. Згодом вимикається і електроенергія — це означає, що частина наявних продуктів швидко зіпсується. Оскільки водопостачання без електрики теж зупинилося, придатну до пиття воду доводиться набирати зі зливних бачків у вбиральні, яка знаходиться в іншій будівлі. Вночі оповідач і Джеррі прокрадаються до вбиральні і набирають воду, але під час повернення до кав'ярні їм доводиться тікати від вантажівки, і вони ледь встигають врятуватися, розплескавши більшість води.
Через деякий час у машин зовні починає закінчуватися пальне. Одна з вантажівок під'їздить до кав'ярні і починає видавати звукові сигнали за допомогою клаксона. Джеррі впізнає звуки азбуки Морзе і перекладає їх. Виявляється, що вантажівки вимагають, аби їх заправили пальним, і обіцяють не нападати під час цього. Люди вирішують відмовити, але незабаром прибуває бульдозер, який розламує стіни кав'ярні, перш ніж його вдається спалити за допомогою імпровізованих «коктейлів Молотова». Під час цього бою гинуть Джеррі і далекобійник.
Троє людей, що залишилися у напівзруйнованій кав'ярні, здаються і по черзі починають заправляти нескінченну чергу вантажівок. Коли оповідач вичерпує запас пального на АЗС, прибуває бензовоз і поповнює запас. Продавець замінює виснаженого і отруєного випарами нафтопродуктів оповідача. Відпочиваючи, той розмірковує про майбутнє. Він думає, що подібне рабство людей може тривати навіть після того, як вантажівки почнуть розвалюватися від старості. На його думку, машини зможуть змусити людей створювати нові вантажівки. Навіть болота і інші місця, де люди могли б сховатися від вантажівок, машини зможуть перетворити на асфальтовану рівнину. Історія завершується тим, що оповідач бачить в небі два літаки, і з сумом констатує: «Якби я міг повірити, що в кріслах пілотів сидять люди».

## Екранізація
Оповідання було екранізоване в 1986 році як фільм «Максимальне прискорення», і в 1997 році — фільм «Вантажівки».